# Vicky Parnov
Pour les articles homonymes, voir Parnov.
Vicky Parnov (née le 24 octobre 1990 à Moscou) est une athlète australienne spécialiste du saut à la perche.

## Carrière
C'est la fille d'Alex Parnov, un ancien perchiste et entraîneur ouzbek et la petite-fille de Nataliya Pechonkina. C'est la grande sœur d'Liz Parnov.

## Palmarès
| Date | Compétition                   | Lieu      | Résultat | Marque |
| ---- | ----------------------------- | --------- | -------- | ------ |
| 2006 | Jeux du Commonwealth          | Melbourne | 6e       | 4,25 m |
| 2006 | Championnats du monde juniors | Pékin     | 3e       | 4,20 m |
| 2007 | Championnats du monde cadets  | Ostrava   | 1re      | 4,35 m |
| 2007 | Championnats du monde         | Osaka     | 31e      | 4,05 m |
| 2008 | Championnats du monde juniors | Bydgoszcz | 5e       | 4,20 m |
| 2014 | Jeux du Commonwealth          | Glasgow   | finale   | NM     |

## Records
| Épreuve          | Épreuve   | Performance | Lieu           | Date                      |
| ---------------- | --------- | ----------- | -------------- | ------------------------- |
| Saut à la perche | Plein air | 4,40 m      | Saulheim Perth | 30 juin 2007 20 mars 2016 |
| Saut à la perche | En salle  | 4,20 m      | Perth          | 30 avril 2016             |